# Jung Typ HILAX
Die Lokomotiven des Typs HILAX der Lokomotivfabrik Jung sind eine in den 1930er Jahren in großer Stückzahl erbaute Dampflokomotiv-Baureihe für Feldbahnen in der Spurweite von 600 mm. Die Serie umfasste etwa 180 Lokomotiven.
Mit HILAX bezeichnete die Herstellerfirma Lokomotiven mit 65 PS und der Spurweite 600 mm.

## Geschichte und technische Merkmale

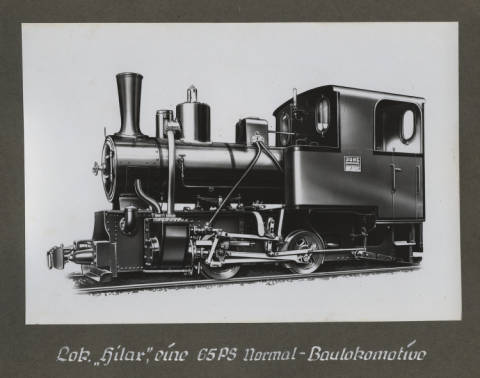
Hilax-Lokomotive im Katalog der Firma Jung, 1940er Jahre

Die Feldbahnlokomotive wurde in mehreren Serien ab 1938 geliefert. Die genaue Anzahl der gelieferten Maschinen ist nicht genau bekannt. Über die vorletzte Serie der Lokomotiven wird die Stückzahl mit 20 Lokomotiven angegeben. Als technische Daten sind die der erhaltenen Lokomotive der Waldeisenbahn Muskau zu Grunde gelegt.
Bei der Waldeisenbahn Muskau (WEM) ist eine Lokomotive erhalten geblieben, sie wird betriebsfähig aufgearbeitet. Auch beim Feldbahnmuseum Oekoven und dem Frankfurter Feldbahnmuseum ist je eine Lokomotive in betriebsfähigem Zustand vorhanden. Weitere Lokomotiven sind in Ruse, in Schweden, England und Frankreich erhalten.

### Waldeisenbahn Muskau

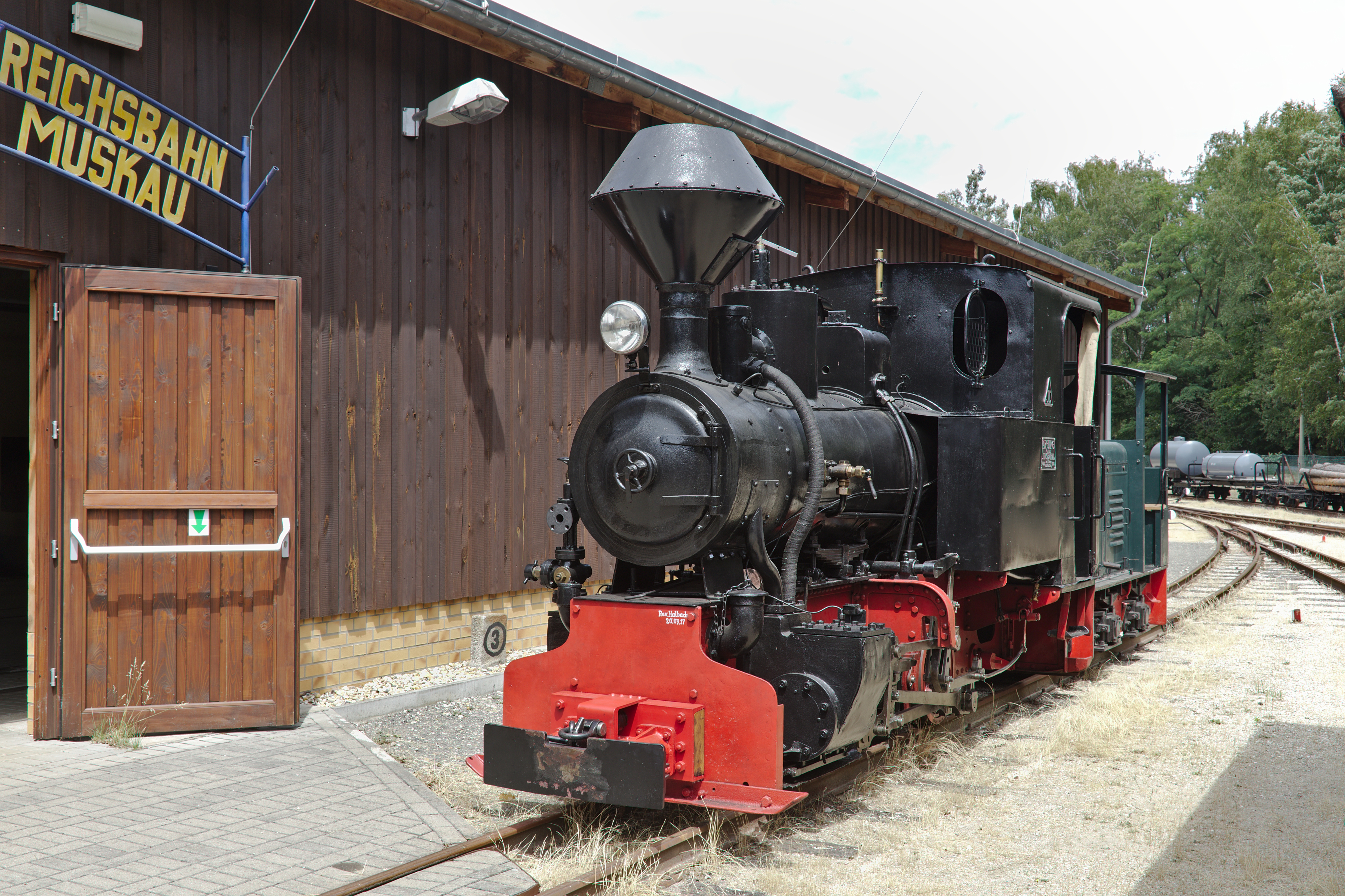
Jung 8293/38 bei der Waldeisenbahn Muskau

Die Muskauer Maschine wurde unter der Fabriknummer Jung 1938/8293 von der Carl Halbach AG gekauft und kam auf deren Steinbruch in Bernbruch zum Einsatz. Auffallend bei der Lokomotive ist die Ausstattung mit einem Kobelschornstein, Dort war die Lokomotive 40 Jahre in Betrieb und beförderte schwere Abraumzüge.
Zu den technischen Besonderheiten der Lokomotive, die für den Einmannbetrieb ausgelegt war, zählen die Heusingersteuerung und die Zylindersteuerung mit Flachschieber. Der Wasservorrat wurde innerhalb der Rahmenwangen des Innenrahmens, der Kohlevorrat in dem Behälter vor dem Führerhaus mitgeführt.
1976 wurde der Steinbruch geschlossen, und die Lokomotive wurde mit anderen Fahrzeugen von Eisenbahnfreunden gerettet. Die Lokomotive kam 1976 zur Parkeisenbahn Gera, wo sie nicht wieder in Betrieb genommen wurde. 1998 wurde sie zur Waldeisenbahn Muskau überstellt und stand seither als rollfähiges Exponat im Lokschuppen von Weißwasser. 2016 wurde mit der betriebsfähigen Aufarbeitung der Lokomotive in Weißwasser begonnen, zur Finanzierung 2017 eine Spendenaktion gestartet. 2021 wurde sie zur Fertigstellung in die Werkstätte der 1. Kolínská Lokomotivní s.r.o. im tschechischen Žamberk gebracht. Im Juni 2024 wurden in Žamberk Probefahrten der ausgearbeiteten Lokomotive dokumentiert.

### Feldbahnmuseum Oekoven

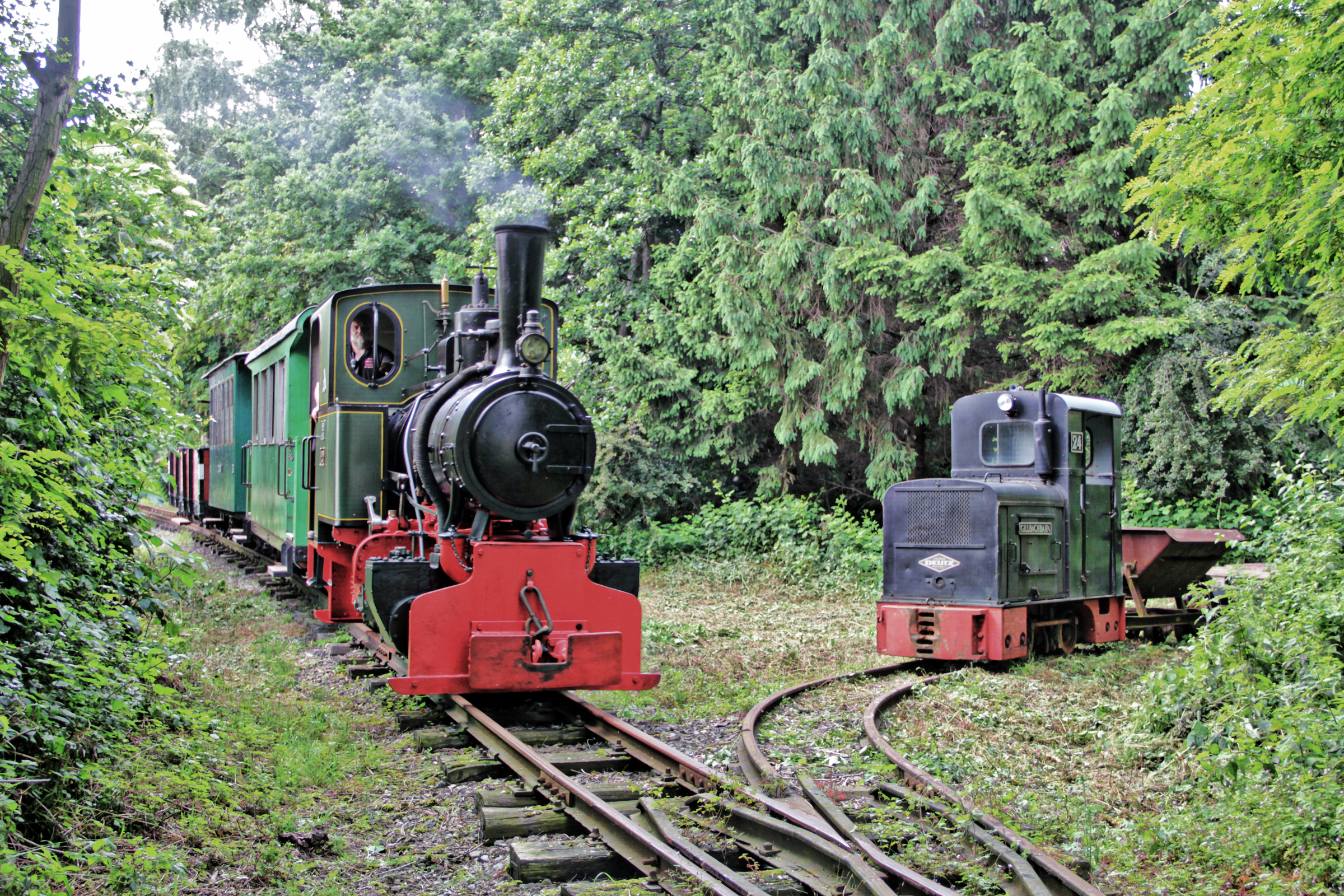
Jung 9294/41 in Oekoven

1941 wurde eine Lokomotive mit der Fabriknummer 9294 an die Kölner Baufirma Bauwens geliefert, die sie bei verschiedenen Bauvorhaben im Raum Köln verwendete. Der Unterschied zur Muskauer Lokomotive ist der Verzicht auf den Kobelschornstein, auch hatte die Lokomotive bestimmte Merkmale der Kriegseinsparungen bei Dampflokomotiven; so wurden bei ihr teure Buntmetalle durch Stahl bzw. Bakelit ersetzt.
Mitte der 1960er Jahre wurde die Lokomotive außer Betrieb genommen und auf einen Spielplatz in Köln aufgestellt. Durch die ungeschützte und unbeaufsichtigte Ausstellung im Freien gingen viele Teile der Lokomotive verloren bzw. wurden vom Rost zerstört. 1982 übernahm das Feldbahnmuseum Oekoven nur noch ein Wrack und arbeitete es wieder auf. Die Wiederaufarbeitung gelang, sodass seit 1995 (Stand 2019) wieder eine betriebsfähige Lokomotive vorhanden ist.

### Frankfurter Feldbahnmuseum
Auch im Frankfurter Feldbahnmuseum ist eine Lokomotive der Bauart HILAX erhalten; sie stammt aus dem Jahr 1941 und trägt die Betriebsnummer 9295. Die Lokomotive ist aufgearbeitet und betriebsfähig.

## Internet
- Internetseite über die Dampflokomotive Hilax auf der Seite der Waldeisenbahn Muskau
- Internetseite über eine Dampflokomotive des Typs Hilax beim Feldbahnmuseum Oekoven
- Internetseite über die Aufarbeitung der Jung-Type Hilax bei der Feldbahn Oekoven
- Internetseite über die Aufarbeitung der Jung-Type Hilax bei der Waldeisenbahn Muskau
- Fahrzeugliste des Frankfurter Feldbahn-Museums mit Erwähnung der Hilax Nr. 5